# ライオン サウンドNo.17・聖飢魔IIの電波帝国
ライオン サウンドNo.17・聖飢魔IIの電波帝国（ライオンサウンドナンバーじゅうなな・せいきまつのでんぱていこく）は、1989年10月15日から1992年4月5日まで文化放送の制作で、NRN系列全国ネットにて放送されていた、ライオン一社提供のラジオ番組。

## 概要
「おはよう、人間諸君」のあいさつで始まり、聖飢魔IIの5名と文化放送から電波帝国に派遣された特派員（アシスタント）の1名によって進行される番組である。ただし、各構成員のレコーディングなどのスケジュールによっては5名そろわず個々の構成員による放送（ゼノン石川和尚、ライデン湯沢殿下の2名のみ、エース清水長官の1名のみのスペシャル放送など）になったこともあった。
当番組は「公開ミサ」も多く行っていた（1991年中では7月21日に高崎市、9月15日に秋田市、9月29日に札幌市、10月6日に埼玉県及び大阪府、その他1991年中に福井市、など）。
1992年4月5日、「次なる帝国へ旅立つ」といった内容の最終回放送をもって終了した。

## 出演
（カッコ内は電波帝国（当番組）における肩書）
- 聖飢魔II
  - デーモン小暮閣下（帝国最高司令悪魔教教祖）[1]
  - エース清水長官（帝国情報局長官）[1]
  - ライデン湯沢殿下（帝国貴族）[1]
  - ゼノン石川和尚（帝国文化局開発理事長）[1]
  - Sgt. ルーク篁III世参謀（帝国軍事局参謀）[1]
- 電波帝国特派員
  - （アシスタント。人間界代表として文化放送から電波帝国に特派員として派遣されているという設定のアナウンサー。提供クレジット読み上げとはがきの呼び込みなどは特派員が務めていた[1]。）
  - 竹内靖夫（初代。1989年10月 - 1990年9月　前番組『Let it C-C-B』から続投。1990年10月より『TOYOTA SUPER COUNTDOWN 50』を担当するため鈴木に交代。）
  - 鈴木敏夫（2代目。1990年10月 - 1992年4月）

## コーナー
帝国情報局いかがわシークレットサービス
- エース長官が進行。リスナーから寄せられた様々な疑問を各構成員が調査[1]。

帝国入国審査会 入国の金さん
- 地球人リスナーを帝国国民として入国を許可できるか、各構成員が出す指令に従い、それを実際に行ったどうかの証拠の写真、ビデオテープを提出してもらい、帝国で審査。入国を許され帝国国民になったリスナーには、蛍光イエローの帝国ユニフォーム、帝国特製ウインドブレーカーが贈られた[1]。なお、番組がスタートして2か月の間に入国を許されていたのは以下の2名。
  - 指令「ラッコの格好をして赤信号の時、横断歩道に寝転んで貝を割るふりを」
    - （このリスナーによると、ラッコのぬいぐるみがレンタルに無かったために熊のぬいぐるみの首から下だけを着て、原宿駅駅前で指令を実行。この時は人に見られるより無視されることのほうが嫌で、当分原宿には行きたくなくなったと言う[1]。）

  - 指令「レンタルビデオ店でプラトーンのビデオを持ち、カウンターの前でプラトーンのポスターと同じ格好とポーズをする。その際履物に工夫を凝らせ」
    - （このリスナーによると、さすがに自分の家の近くではできなかったということで、自宅から離れた友人宅へ行って水着に着替えた上でビデオ店へ。3軒目の店で指令を実行したが、予想に反して客の反応は、見て見ないふりをするように冷たく、冷ややかな笑い声まで聞こえて来た時には恥ずかしさの極みだったという。また、工夫を凝らした履物として缶ぽっくりを履いての指令実行も行った[1]。）

街の聖飢魔II
- 様々な所で見かけた“聖飢魔II現象”、聖飢魔II現象に限らず見かけたおかしなこと、間抜けなこと、笑えることなどを募集。「自らわかった聖飢魔II現象」は閣下へ、「マスコミで見つけた聖飢魔II現象」は長官へ、「ひどいことネタ」は参謀へ、「ほのぼのネタ」は和尚へ、「ジャンル問わず（何でも来い）」のことは殿下へそれぞれ送ることになっていた。このコーナーにも入国制度があり、入国を許されると『入国の金さん』同様帝国特製ウインドブレーカーの他、ライオン製品豪華詰め合わせもセットで贈られた。

帝国通信
水戸コーモン・デグレ
- 水戸黄門風のラジオドラマ企画。「約200年前、天下泰平の世に不満を抱いていたドブ川御三家のイカレたジジイ、水戸コーモン・デグレがお供にスケベエさんとカクカクさんの二人を従え、諸国を旅する痛快娯楽時代劇」。

デパリンピック
- 1992年2月23日放送の企画。オリンピックとは違って体力だけではなく知力もフル回転させての競技をそろえているのがデパリンピックであるという。「縄跳びナンパ」（縄跳びをしながらナンパをする）、「懸垂悪魔の主張」の各競技が行われた。
  - 他。当番組後期の頃は、週替わりのスペシャル企画も多くなっていた。

## ゲスト
- 目玉おやじ（田の中勇、1991年2月2日）
- 嘉門達夫（1991年5月19日）
- フランキー堺（1991年11月17日）
- 由利徹（1991年11月24日）
- かとうれいこ（1991年12月1日）
- 東尾修（1991年12月8日）
- 大川豊（1992年2月9日）

## 放送時間・ネット局
局名は放送当時。各局とも、毎週日曜日午前帯での放送。
- 文化放送（制作局）：日曜 10:00 - 10:30
- 札幌テレビ放送：日曜 11:30 - 12:00
- 青森放送：日曜 9:00 - 9:30
- 秋田放送：日曜 9:00 - 9:30
- 岩手放送：日曜 9:00 - 9:30
- 山形放送：日曜 11:00 - 11:30
- 東北放送：日曜 9:30 - 10:00
- 新潟放送：日曜 9:30 - 10:00
- 信越放送：日曜 9:00 - 9:30
- 北日本放送：日曜 11:30 - 12:00
- 福井放送：日曜 11:30 - 12:00
- 静岡放送：日曜 9:30 - 10:00
- 東海ラジオ放送：日曜 10:00 - 10:30
- 毎日放送：日曜 11:00 -11:30
- 山陽放送：日曜 9:30 - 10:00
- 山陰放送：日曜 9:00 - 9:30
- 中国放送：日曜 11:00 - 11:30
- 西日本放送：日曜 9:30 - 10:00
- 南海放送：日曜 11:00 - 11:30
- 高知放送：日曜 9:00 - 9:30
- 九州朝日放送：日曜 9:00 - 9:30
- 大分放送：日曜 11:30 - 12:00
- 長崎放送：日曜 11:30 - 12:00
- 熊本放送：日曜 9:30 - 10:00
- 南日本放送：日曜 9:30 - 10:00
- ラジオ沖縄：日曜 10:30 - 11:00

## テーマ曲
- オープニング：聖飢魔II『RATSBANE』（初代）、『LOVE FLIGHT』（2代目）（いずれも大教典（アルバム）『THE OUTER MISSION』収録）
- エンディング：聖飢魔II『BAD AGAIN 〜美しき反逆〜』、『NEVER ENDING DARKNESS』（大教典（アルバム）『BIG TIME CHANGES』収録）など

## エピソード
- 1990年3月、本番組中でエース清水が自分の発生日（誕生日）の3月9日に「慈善活動として献血を」とリスナーに「お触れ」を出して呼び掛け、その結果後日、同年4月1日号の赤十字新聞に「3月9日金曜午後3時過ぎ、長野県赤十字血液センターに顔全体を赤や黒のドーランでメイクしたタスキ掛けの男性4人が献血に訪れた…」という記事が掲載された。そしてこれについては「全国の血液センターでリスナーが献血に協力した模様」と伝えられている[3]。